# Helena Gąsienica Daniel-Lewandowska

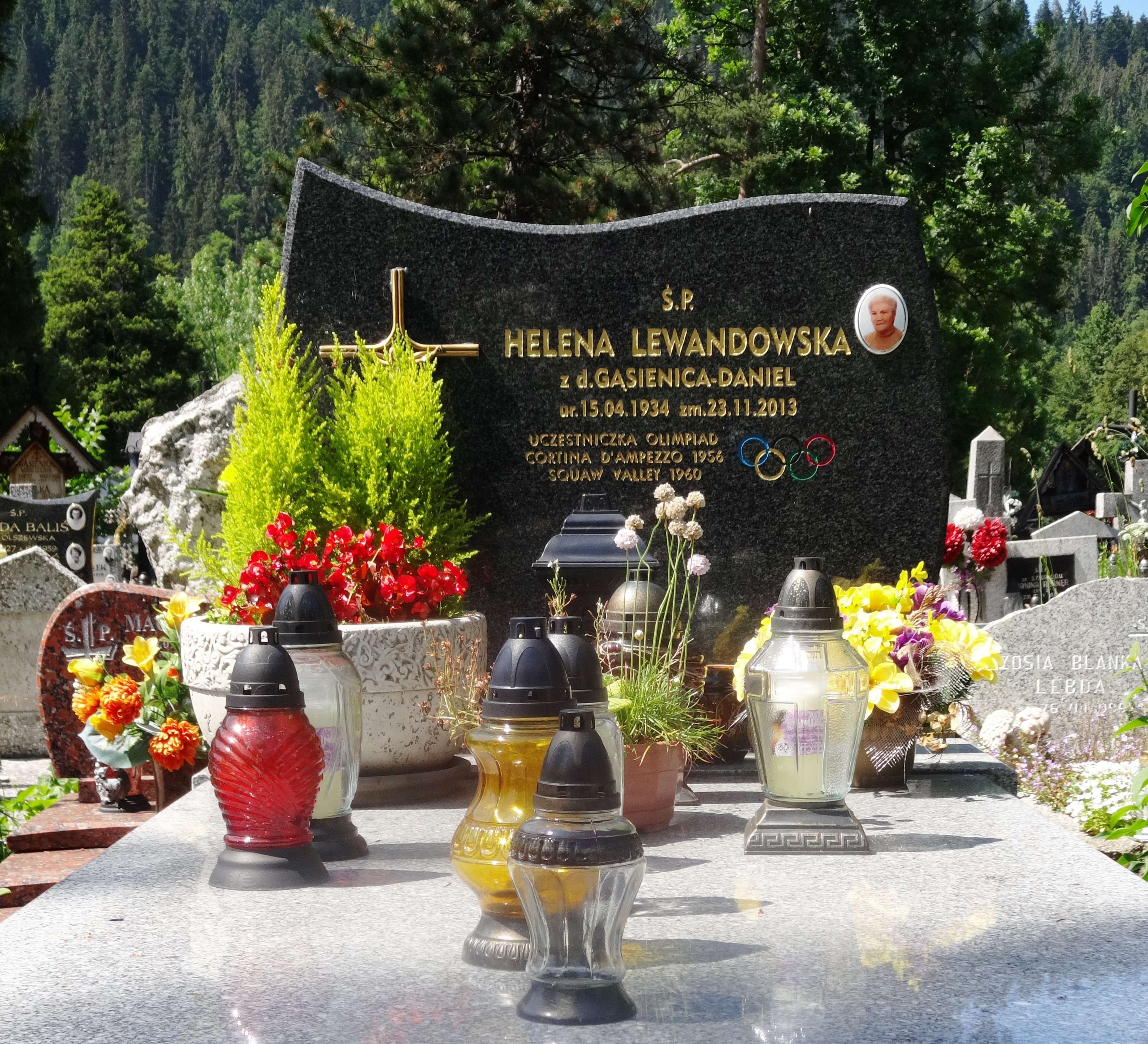
Nagrobek Heleny Lewandowskiej
na Nowym Cmentarzu w Zakopanem

Helena Gąsienica Daniel, po mężu Lewandowska (ur. 15 kwietnia 1934 w Zakopanem, zm. 23 listopada 2013 tamże) – polska biegaczka narciarska, olimpijka z Cortina d’Ampezzo 1956 i Squaw Valley 1960.

## Życiorys
W wieku 16 lat zdobyła dwa mistrzostwa Polski. W 1955 w Szwajcarii w Grindelwaldzie w biegu na 10 kilometrów zajęła 3. miejsce, a w sztafecie 3 × 5 km wraz z Zofią Krzeptowską i Marią Bukową zajęły 1. miejsce. W 1960 w Grindelwaldzie w sztafecie 3 × 5 km ponownie zajęły 1. miejsce.
Na olimpiadzie w Cortina d’Ampezzo 1956 w biegu na 10 km zajęła 24. miejsce. Na olimpiadzie w Squaw Valley 1960 w biegu na 10 km zajęła 21. miejsce. W sztafecie 3 × 5 km wraz z Stefanią Biegun i Józefą Pęksa-Czerniawską zajęły 4. miejsce.
Łącznie zdobyła 10 tytułów mistrzostwa Polski i 4 razy tytuł wicemistrzyni kraju.
Po zakończeniu kariery sportowej zajmowała się chałupniczym wytwarzaniem swetrów i czapek oraz prowadziła wraz z mężem warsztat samochodowy.
Została pochowana na Nowym Cmentarzu w Zakopanem (kw. K3-1-5).

## Życie prywatne
Mieszkała w Zakopanem. Ojciec Andrzej Szymon; matka Antonina Karpiel „Chrobak”; rodzeństwo – Andrzej ur. 1932, Maria ur. 1936, Franciszek ur. 1937 i Józef ur. 1945. Miała dwoje dzieci z Wojciechem Lewandowskim. Jedna z córek pracuje jako instruktor narciarski w SN PTT.

## Odznaczenia
- Zasłużona Mistrzyni Sportu
- Srebrny Krzyż Zasługi, 1995